# استفعل (صرف)

أقسام الوزن في اللغة العربية

اِسْتَفْعَلَ هو فعل سداسي، ينتمي لصيغ لفعل الثلاثي المزيد بثلاثة أحرف، والمزيد فيه هم الألف والسين والتاء في أوله، الهمزة هنا همزة وصل لا تلفظ بأي حال من الأحوال.

## الإفادة
يفيد الفعل بهذه الصيغة عدة معاني:
1. المعنى الأول الطلب مثل اِسْتَكْتَبَ الرسالة أي طلب الكتابة، واِسْتَنْصَرَ أي طلب النصر، واستشفى أي طلب الشفاء (ومن هنا اُشتقَّت كلمة مستشفى).
2. المعنى الثاني يفيد التحوّل، أي أنه يستخدم للتعبير عن تحول الفاعل من شيء إلى آخر: اِسْتَنْفَدَ فلان المال، أي استخدمه حتى نفد؛ اِسْتَحْجَرَ الطين، أي تحول إلى حجر.
3. المعنى الثالث يفيد وضع الفاعل الصفة على المفعول، أي أن الفاعل يعد المفعول بصفة الفعل مثل: اِسْتَحْقَرَ عَمْرٌو زَيْدَا، أي أن عمروٌ يعد زيدا حَقِيرًا؛ اِسْتَحْسَنَ الثوب، أي عدَّه حسنًا؛ كما تأتي باعتقاد الصفة، نحو استكرمته، أي اعتقدته كريما، واستعظمته أي اعتقدته عظيما.
4. المعنى الرابع المطاوعة، وهو يطاوع (أَفْعَل) مثل أحكمته فاستحكم، وأقمته فاستقام.
5. المعنى الخامس، اختصار الحكاية، مثل استرجع، أي قال إنا لله وإنا إليه راجعون.
6. وقد يأتي هذا الوزن بمعنى وزن الثلاثي، مثل قرّ في المكان واستقرّ، وأنس واستأنس، وهزأ به واستهزأ، ويئس واستيأس.
7. وقد يأتي بمعنى (أَفعل) مثل أجاب واستجاب، أيقن واستيقن.[2]